# Amazona kawalli
Amazona kawalli  (лат.) — птица семейства попугаевых.

## Внешний вид
Длина тела 35—37 см. Оперение зелёное. Затылок и спина бело-зелёные. Изгиб крыла и подхвостье лимонные. Первостепенные маховые фиолетовые. Имеет три красных «зеркала» на второстепенных маховых. Рулевые перья хвоста лимонные, снизу фиолетово-синие. Окологлазные кольца серые. Неоперённая зона у основания клюва — белая. Надклювье серое с боками костного цвета. Подклювье костного цвета. Радужка красная. Лапы серые.
Очень похож на амазона Мюллера и долгое время считался его подвидом. Лишь в 1989 году выделен в самостоятельный вид, так как он отчетливо отличается по некоторым признакам от амазона Мюллера. Например, светлой складкой кожи у основания подклювья. Кроме того, амазоны Кавалла меньше, чем амазоны Мюллера.

## Распространение
Обитает в Центральной Бразилии, бассейне Амазонки.

## Образ жизни
Населяет влажные тропические сельвы у берегов рек. Об образе жизни этих амазонов практически ничего не известно.